# Bolivar, West Virginia
Bolivar är en ort i Jefferson County i West Virginia i USA. Orten har fått sitt namn efter Simón Bolívar. Vid 2020 års folkräkning hade Bolivar 1 036 invånare.